# Deuxième circonscription du Puy-de-Dôme
La deuxième circonscription du Puy-de-Dôme est l'une des cinq circonscriptions législatives françaises que compte le département du Puy-de-Dôme (63).
Elle correspond à l'arrondissement de Riom et recouvre le tiers nord-est du département et d'un point de vue historique et culturelle les Combrailles et la Limagne de Riom. Elle  compte 15 cantons avec Aigueperse, Bourg-Lastic, Combronde, Herment, Manzat, Menat, Montaigut, Pionsat, Pontaumur, Pontgibaud, Randan, Riom-Est, Riom Ouest, Saint-Gervais-d'Auvergne. Elle comprend 113 719 habitants et 90 091 électeurs inscrits.
Depuis juin 2012, sa députée est la socialiste Christine Pirès-Beaune.

## Description géographique

### De 1958 à 1986
La délimitation des circonscriptions paraît dans le Journal officiel du 14 octobre 1958.
(Ordonnance n° 58-945).
La deuxième circonscription est composée des cantons suivants :
- Canton de Bourg-Lastic
- Canton de Clermont-Ferrand-Nord
- Canton de Clermont-Ferrand-Sud-Ouest
- Canton d'Herment
- Canton de Rochefort-Montagne
- Canton de Saint-Amant-Tallende.

### Depuis 1988
La deuxième circonscription du Puy-de-Dôme est délimitée par le découpage électoral de la loi n°86-1197 du 24 novembre 1986
, elle regroupe les divisions administratives suivantes :
- Canton d'Aigueperse
- Canton de Châtel-Guyon
- Canton de Saint-Éloy-les-Mines
- Canton de Saint-Georges-de-Mons
- Canton de Saint-Ours
- Canton de Riom.

D'après le recensement général de la population en 1999, réalisé par l'Institut national de la statistique et des études économiques (INSEE), la population totale de cette circonscription est alors estimée à 110 976 habitants,.

## Historique des députations
| Législature | Début de mandat   | Fin de mandat     | Député                  | Parti politique | Observations |
| ----------- | ----------------- | ----------------- | ----------------------- | --------------- | --- |
| IXe         | 23 juin 1988      | 1er avril 1993    | Alain Néri,             | PS,             | |
| Xe          | 2 avril 1993      | 21 avril 1997     | Michel Cartaud,         | UDF,            | Mandat écourté à la suite d'une dissolution parlementaire décidée par Jacques Chirac.                                                                                   |
| XIe         | 12 juin 1997      | 18 juin 2002      | Alain Néri              | PS              | |
| XIIe        | 19 juin 2002      | 19 juin 2007      | Alain Néri,             | PS,             | |
| XIIIe       | 20 juin 2007      | 25 septembre 2011 | Alain Néri,             | PS,             | Alain Néri est élu sénateur du Puy-de-Dôme le 25 septembre 2011. Le siège de député reste vacant jusqu'au renouvellement général de l'Assemblée nationale en juin 2012. |
| XIIIe       | 25 septembre 2011 | 19 juin 2012      | Vacant,                 | Vacant,         | Alain Néri est élu sénateur du Puy-de-Dôme le 25 septembre 2011. Le siège de député reste vacant jusqu'au renouvellement général de l'Assemblée nationale en juin 2012. |
| XIVe        | 20 juin 2012      | 20 juin 2017      | Christine Pirès-Beaune, | PS,             | |
| XVe         | 21 juin 2017      | 21 juin 2022      | Christine Pirès-Beaune, | PS,             | |
| XVIe        | 22 juin 2022      | 9 juin 2024       | Christine Pirès-Beaune, | PS,             | Mandat écourté à la suite d'une dissolution parlementaire décidée par Emmanuel Macron.                                                                                  |
| XVIIe       | 8 juillet 2024    | En cours          | Christine Pirès-Beaune  | PS              | |

## Historique des élections

### Élections de 1958
|                | Valéry Giscard d'Estaing élu | CNIP           | 25 067 | 55,44  |  |  |  |
|                | Charles Rauzier              | SFIO           | 10 759 | 23,8   |  |  |  |
|                | Jean Loiseau                 | PCF            | 6 118  | 13,53  |  |  |  |
|                | Jean Damasio                 | UFF            | 3 268  | 7,23   |  |  |  |
|                |                              |                |        |        |  |  |  |
| Inscrits       | Inscrits                     | Inscrits       | 63 594 | 100,00 |  |  |  |
| Abstentions    | Abstentions                  | Abstentions    | 17 325 | 27,24  |  |  |  |
| Votants        | Votants                      | Votants        | 46 269 | 72,76  |  |  |  |
| Blancs et nuls | Blancs et nuls               | Blancs et nuls | 1 057  | 2,28   |  |  |  |
| Exprimés       | Exprimés                     | Exprimés       | 45 212 | 97,72  |  |  |  |

Le suppléant de Valéry Giscard d'Estaing était le Docteur Guy Fric, UNR. Guy Fric remplaça Valéry Giscard d'Estaing, nommé membre du gouvernement, du 9 février 1959 au 9 octobre 1962.

### Élections de 1962
|                | Valéry Giscard d'Estaing sortant réélu | RI             | 24 404 | 57,6   |  |  |  |
|                | Charles Rauzier                        | SFIO           | 8 961  | 21,15  |  |  |  |
|                | Pierre Bot                             | PCF            | 6 296  | 14,86  |  |  |  |
|                | Gabriel Usclade                        | CNIP           | 2 710  | 6,4    |  |  |  |
|                |                                        |                |        |        |  |  |  |
| Inscrits       | Inscrits                               | Inscrits       | 62 984 | 100,00 |  |  |  |
| Abstentions    | Abstentions                            | Abstentions    | 19 834 | 31,49  |  |  |  |
| Votants        | Votants                                | Votants        | 43 150 | 68,51  |  |  |  |
| Blancs et nuls | Blancs et nuls                         | Blancs et nuls | 779    | 1,81   |  |  |  |
| Exprimés       | Exprimés                               | Exprimés       | 42 371 | 98,19  |  |  |  |

Le suppléant de Valéry Giscard d'Estaing était le Docteur Guy Fric, UNR. Guy Fric remplaça Valéry Giscard d'Estaing, nommé membre du gouvernement, du 7 janvier 1963 au 2 avril 1967.

### Élections de 1967
|                | Valéry Giscard d'Estaing sortant réélu | RI             | 29 695 | 56,58  |  |  |  |
|                | Jean Parent                            | FGDS (PSU)     | 11 517 | 21,94  |  |  |  |
|                | Jean-Paul Serandon                     | PCF            | 7 904  | 15,06  |  |  |  |
|                | Abel Le Dudal                          | CD (PDM)       | 3 367  | 6,42   |  |  |  |
|                |                                        |                |        |        |  |  |  |
| Inscrits       | Inscrits                               | Inscrits       | 63 775 | 100,00 |  |  |  |
| Abstentions    | Abstentions                            | Abstentions    | 10 403 | 16,31  |  |  |  |
| Votants        | Votants                                | Votants        | 53 372 | 83,69  |  |  |  |
| Blancs et nuls | Blancs et nuls                         | Blancs et nuls | 889    | 1,67   |  |  |  |
| Exprimés       | Exprimés                               | Exprimés       | 52 483 | 98,33  |  |  |  |

Le suppléant de Valéry Giscard d'Estaing était Guy Fric.

### Élections de 1968
|                | Valéry Giscard d'Estaing sortant réélu | RI (URP)       | 32 482 | 61,37  |  |  |  |
|                | Roland Viel                            | FGDS (SFIO)    | 9 021  | 17,04  |  |  |  |
|                | Jean-Paul Serandon                     | PCF            | 7 705  | 14,56  |  |  |  |
|                | Pierre Lenain                          | CD (PDM)       | 3 724  | 7,04   |  |  |  |
|                |                                        |                |        |        |  |  |  |
| Inscrits       | Inscrits                               | Inscrits       | 65 809 | 100,00 |  |  |  |
| Abstentions    | Abstentions                            | Abstentions    | 12 278 | 18,66  |  |  |  |
| Votants        | Votants                                | Votants        | 53 531 | 81,34  |  |  |  |
| Blancs et nuls | Blancs et nuls                         | Blancs et nuls | 599    | 1,12   |  |  |  |
| Exprimés       | Exprimés                               | Exprimés       | 52 932 | 98,88  |  |  |  |

Le suppléant de Valéry Giscard d'Estaing était Jean Morellon, docteur en médecine, conseiller général du canton de Bourg-Lastic, maire de Messeix. Jean Morellon remplaça Valéry Giscard d'Estaing, nommé membre du gouvernement, du 23 juillet 1969 au 1er avril 1973.

### Élections de 1973
|                | Valéry Giscard d'Estaing sortant réélu | RI (URP)       | 27 826 | 50,38  |  |  |  |
|                | Louis Thiéblot                         | PS (UGSD)      | 10 212 | 18,49  |  |  |  |
|                | Jean-Paul Serandon                     | PCF            | 8 213  | 14,87  |  |  |  |
|                | Pierre Lenain                          | CD (MR)        | 5 176  | 9,37   |  |  |  |
|                | Jean Ehrard                            | PSU            | 2 372  | 4,29   |  |  |  |
|                | Daniel Séguy                           | LO             | 1 436  | 2,6    |  |  |  |
|                |                                        |                |        |        |  |  |  |
| Inscrits       | Inscrits                               | Inscrits       | 69 161 | 100,00 |  |  |  |
| Abstentions    | Abstentions                            | Abstentions    | 12 944 | 18,72  |  |  |  |
| Votants        | Votants                                | Votants        | 56 217 | 81,28  |  |  |  |
| Blancs et nuls | Blancs et nuls                         | Blancs et nuls | 982    | 1,75   |  |  |  |
| Exprimés       | Exprimés                               | Exprimés       | 55 235 | 98,25  |  |  |  |

Le suppléant de Valéry Giscard d'Estaing était Jean Morellon. Jean Morellon remplaça Valéry Giscard d'Estaing, nommé membre du gouvernement, puis élu Président de la République, du 6 mai 1973 au 12 mars 1978.

### Élections de 1978
|                | Jean Morellon sortant réélu | UDF (PR)          | 32 440 | 51,83  |  |  |  |
|                | Bruno Viallet               | PS                | 13 486 | 21,55  |  |  |  |
|                | Jean Nicolas                | PCF               | 8 376  | 13,38  |  |  |  |
|                | François Vulliod            | Écologie 78       | 3 135  | 5,01   |  |  |  |
|                | Pierre Laporte              | MRG               | 2 126  | 3,4    |  |  |  |
|                | Daniel Séguy                | LO                | 1 263  | 2,02   |  |  |  |
|                | Jean-Pierre Félix           | Extrême droite    | 848    | 1,35   |  |  |  |
|                | Jean-Claude Waterlot        | FN                | 666    | 1,06   |  |  |  |
|                | Jacky Mamou                 | Extrême gauche    | 229    | 0,36   |  |  |  |
|                | M. Richard                  | Divers écologiste | 20     | 0,03   |  |  |  |
|                |                             |                   |        |        |  |  |  |
| Inscrits       | Inscrits                    | Inscrits          | 74 742 | 100,00 |  |  |  |
| Abstentions    | Abstentions                 | Abstentions       | 11 053 | 14,79  |  |  |  |
| Votants        | Votants                     | Votants           | 63 689 | 85,21  |  |  |  |
| Blancs et nuls | Blancs et nuls              | Blancs et nuls    | 1 100  | 1,73   |  |  |  |
| Exprimés       | Exprimés                    | Exprimés          | 62 589 | 98,27  |  |  |  |

Le suppléant de Jean Morellon était Claude Wolff, expert-comptable, conseiller général du canton de Rochefort-Montagne, maire de Chamalières.

### Élections de 1981
|                | Claude Wolff élu     | UDF (PR)          | 28 512 | 51,91  |  |  |  |
|                | Serge Godard         | PS                | 19 008 | 34,60  |  |  |  |
|                | Jean Nicolas         | PCF               | 4 183  | 7,62   |  |  |  |
|                | B. Richard           | Divers écologiste | 1 226  | 2,23   |  |  |  |
|                | Jean-Yves Gouttebel  | MRG               | 991    | 1,80   |  |  |  |
|                | Claude Dufour        | LO                | 551    | 1,00   |  |  |  |
|                | Jean-Claude Waterlot | FN                | 460    | 0,84   |  |  |  |
|                |                      |                   |        |        |  |  |  |
| Inscrits       | Inscrits             | Inscrits          | 75 911 | 100,00 |  |  |  |
| Abstentions    | Abstentions          | Abstentions       | 20 439 | 26,92  |  |  |  |
| Votants        | Votants              | Votants           | 55 472 | 73,08  |  |  |  |
| Blancs et nuls | Blancs et nuls       | Blancs et nuls    | 541    | 0,98   |  |  |  |
| Exprimés       | Exprimés             | Exprimés          | 54 931 | 99,02  |  |  |  |

Le suppléant de Claude Wolff était Robert Couvaud, industriel PMI, conseiller général du canton de Clermont-Ferrand-Sud-Ouest, maire de Beaumont.

### Élection partielle du 23 septembre 1984
|                | Valéry Giscard d'Estaing élu | UDF (PR)          | 25 500 | 63,24  |  |  |  |
|                | Michèle André                | PS                | 8 162  | 20,24  |  |  |  |
|                | Jean-Claude Waterlot         | FN                | 2 543  | 6,31   |  |  |  |
|                | Jean Nicolas                 | PCF               | 2 480  | 6,15   |  |  |  |
|                | Bernard Devoucoux            | Divers écologiste | 1 114  | 2,76   |  |  |  |
|                | Jacques Cheminade            | POE               | 237    | 0,59   |  |  |  |
|                | M. Allain                    | Divers            | 175    | 0,43   |  |  |  |
|                | M. Marchand                  | Divers            | 111    | 0,28   |  |  |  |
|                |                              |                   |        |        |  |  |  |
| Inscrits       | Inscrits                     | Inscrits          | 75 002 | 100,00 |  |  |  |
| Abstentions    | Abstentions                  | Abstentions       | 33 788 | 45,05  |  |  |  |
| Votants        | Votants                      | Votants           | 41 214 | 54,95  |  |  |  |
| Blancs et nuls | Blancs et nuls               | Blancs et nuls    | 892    | 2,16   |  |  |  |
| Exprimés       | Exprimés                     | Exprimés          | 40 322 | 97,84  |  |  |  |

### Élections de 1988
| Candidat       | Candidat        | Parti          | Premier tour | Premier tour | Second tour | Second tour |  |
| Candidat       | Candidat        | Parti          | Voix         | %            | Voix        | %           |  |
| -------------- | --------------- | -------------- | ------------ | ------------ | ----------- | ----------- |  |
|                | Alain Néri élu  | PS             | 20 245       | 48,14        | 25 748      | 56,86       |  |
|                | Michel Cartaud  | UDF (PR) (URC) | 15 767       | 37,49        | 19 535      | 43,14       |  |
|                | Louis Virgoulay | PCF            | 3 356        | 7,98         |             |             |  |
|                | Jacques Lavest  | FN             | 2 689        | 6,39         |             |             |  |
|                |                 |                |              |              |             |             |  |
| Inscrits       | Inscrits        | Inscrits       | 64 869       | 100,00       | 64 852      | 100,00      |  |
| Abstentions    | Abstentions     | Abstentions    | 22 043       | 33,98        | 18 584      | 28,66       |  |
| Votants        | Votants         | Votants        | 42 826       | 66,02        | 46 268      | 71,34       |  |
| Blancs et nuls | Blancs et nuls  | Blancs et nuls | 769          | 1,8          | 985         | 2,13        |  |
| Exprimés       | Exprimés        | Exprimés       | 42 057       | 98,2         | 45 283      | 97,87       |  |

La suppléante d'Alain Néri était Catherine Guy-Quint, gestionnaire de bureau d'études et conseillère de formation dans le bâtiment, maire de Cournon-d'Auvergne.

### Élections de 1993
| Candidat       | Candidat             | Parti          | Premier tour | Premier tour | Second tour | Second tour |  |
| Candidat       | Candidat             | Parti          | Voix         | %            | Voix        | %           |  |
| -------------- | -------------------- | -------------- | ------------ | ------------ | ----------- | ----------- |  |
|                | Michel Cartaud élu   | UDF (PR)       | 17 959       | 39,85        | 23 038      | 51,49       |  |
|                | Alain Néri sortant   | PS (ADFP)      | 12 569       | 27,89        | 21 702      | 48,51       |  |
|                | Robert Charbonnier   | Les Verts (EÉ) | 4 003        | 8,88         |             |             |  |
|                | Hervé Guilbert       | FN             | 3 869        | 8,58         |             |             |  |
|                | Louis Virgoulay      | PCF            | 3 088        | 6,85         |             |             |  |
|                | Annie Jacquelin      | LT-LNÉ         | 1 678        | 3,72         |             |             |  |
|                | Josiane Mainville    | LO             | 968          | 2,15         |             |             |  |
|                | Pierre Aunac         | UDI            | 512          | 1,14         |             |             |  |
|                | Odette Van Rasbourgh | PT             | 426          | 0,95         |             |             |  |
|                |                      |                |              |              |             |             |  |
| Inscrits       | Inscrits             | Inscrits       | 67 293       | 100,00       | 62 287      | 100,00      |  |
| Abstentions    | Abstentions          | Abstentions    | 19 177       | 28,5         | 14 266      | 22,9        |  |
| Votants        | Votants              | Votants        | 48 116       | 71,5         | 48 021      | 77,1        |  |
| Blancs et nuls | Blancs et nuls       | Blancs et nuls | 3 044        | 6,33         | 3 281       | 6,83        |  |
| Exprimés       | Exprimés             | Exprimés       | 45 072       | 93,67        | 44 740      | 93,17       |  |

La suppléante de Michel Cartaud était Jeanne Audollent, chargée de mission au Conseil régional d'Auvergne.

### Élections de 1997
| Candidat       | Candidat               | Parti          | Premier tour | Premier tour | Second tour | Second tour |  |
| Candidat       | Candidat               | Parti          | Voix         | %            | Voix        | %           |  |
| -------------- | ---------------------- | -------------- | ------------ | ------------ | ----------- | ----------- |  |
|                | Alain Néri élu         | PS             | 16 734       | 37,57        | 28 197      | 59,99       |  |
|                | Michel Cartaud sortant | UDF (PPDF)     | 11 990       | 26,92        | 18 802      | 40,01       |  |
|                | Maxime Royet           | FN             | 4 398        | 9,87         |             |             |  |
|                | Nicole Taque           | PCF            | 3 532        | 7,93         |             |             |  |
|                | Thierry Caruana        | Les Verts      | 2 075        | 4,66         |             |             |  |
|                | Josiane Mainville      | LO             | 1 571        | 3,53         |             |             |  |
|                | Jean-Pierre Testi      | GÉ             | 1 417        | 3,18         |             |             |  |
|                | Roger Lombardy         | LDI (MPF)      | 1 195        | 2,68         |             |             |  |
|                | Jacques Leroux         | US4J           | 675          | 1,52         |             |             |  |
|                | Dominique Stéphan      | LCR            | 485          | 1,09         |             |             |  |
|                | Philippe Lecat         | PT             | 302          | 0,68         |             |             |  |
|                | Pierre Cunat           | MDR            | 169          | 0,38         |             |             |  |
|                | Geneviève Roberjot     | Divers         | 0            | 0            |             |             |  |
|                |                        |                |              |              |             |             |  |
| Inscrits       | Inscrits               | Inscrits       | 68 541       | 100,00       | 68 537      | 100,00      |  |
| Abstentions    | Abstentions            | Abstentions    | 21 475       | 31,33        | 18 457      | 26,93       |  |
| Votants        | Votants                | Votants        | 47 066       | 68,67        | 50 080      | 73,07       |  |
| Blancs et nuls | Blancs et nuls         | Blancs et nuls | 2 523        | 5,36         | 3 081       | 6,15        |  |
| Exprimés       | Exprimés               | Exprimés       | 44 543       | 94,64        | 46 999      | 93,85       |  |

La suppléante d'Alain Néri était Danièle Guillaume, conseillère municipale de Clermont-Ferrand.

### Élections de 2002
| Candidat       | Candidat                 | Parti            | Premier tour | Premier tour | Second tour | Second tour |  |
| Candidat       | Candidat                 | Parti            | Voix         | %            | Voix        | %           |  |
| -------------- | ------------------------ | ---------------- | ------------ | ------------ | ----------- | ----------- |  |
|                | Alain Néri sortant réélu | PS               | 19 681       | 41,05        | 25 141      | 57,32       |  |
|                | Paul Suss                | UMP              | 11 488       | 23,96        | 18 722      | 42,68       |  |
|                | Hervé Prononce           | Divers droite    | 6 747        | 14,07        |             |             |  |
|                | Pierre Janton            | FN               | 3 259        | 6,8          |             |             |  |
|                | Marina Rajewski          | PCF              | 1 824        | 3,8          |             |             |  |
|                | Odile Vignal             | Les Verts        | 1 273        | 2,65         |             |             |  |
|                | Fatima Chennouf-Terrasse | LCR              | 911          | 1,9          |             |             |  |
|                | Monique Bonnet           | Pôle républicain | 770          | 1,61         |             |             |  |
|                | Josiane Mainville        | LO               | 595          | 1,24         |             |             |  |
|                | Jean-Claude Lamy         | MNR              | 373          | 0,78         |             |             |  |
|                | Michelle Piszok          | MÉI              | 285          | 0,59         |             |             |  |
|                | Marie-France Lefranc     | CPNT             | 238          | 0,5          |             |             |  |
|                | Philippe Lecat           | PT               | 224          | 0,47         |             |             |  |
|                | Jean-Pierre Testi        | GÉ               | 224          | 0,47         |             |             |  |
|                | Séverine Gilles          | Divers           | 53           | 0,11         |             |             |  |
|                | Lucette Mermoz           | UDF              | 2            | 0            |             |             |  |
|                | Geneviève Aunac          | Divers droite    | 2            | 0            |             |             |  |
|                |                          |                  |              |              |             |             |  |
| Inscrits       | Inscrits                 | Inscrits         | 72 693       | 100,00       | 72 686      | 100,00      |  |
| Abstentions    | Abstentions              | Abstentions      | 23 755       | 32,68        | 27 157      | 37,36       |  |
| Votants        | Votants                  | Votants          | 48 938       | 67,32        | 45 529      | 62,64       |  |
| Blancs et nuls | Blancs et nuls           | Blancs et nuls   | 989          | 2,02         | 1 666       | 3,66        |  |
| Exprimés       | Exprimés                 | Exprimés         | 47 949       | 97,98        | 43 863      | 96,34       |  |

La suppléante d'Alain Néri était Danièle Guillaume.

### Élections de 2007
| Candidat       | Candidat                      | Parti          | Premier tour | Premier tour | Second tour | Second tour |  |
| Candidat       | Candidat                      | Parti          | Voix         | %            | Voix        | %           |  |
| -------------- | ----------------------------- | -------------- | ------------ | ------------ | ----------- | ----------- |  |
|                | Alain Néri sortant réélu      | PS             | 19 840       | 43,08        | 28 286      | 61,83       |  |
|                | Paul Suss                     | UMP            | 14 802       | 32,14        | 17 459      | 38,17       |  |
|                | Stéphanie Sucheyre            | UDF–MoDem      | 3 897        | 8,46         |             |             |  |
|                | Marie-Christine Petit-Belouin | Les Verts      | 1 661        | 3,61         |             |             |  |
|                | Claire Joyeux                 | PCF            | 1 623        | 3,52         |             |             |  |
|                | Sandrine Clavières            | LCR            | 1 291        | 2,8          |             |             |  |
|                | Fabienne Rémy                 | FN             | 1 272        | 2,76         |             |             |  |
|                | Olivier Russier               | MPF            | 510          | 1,11         |             |             |  |
|                | Marie Savre                   | LO             | 413          | 0,9          |             |             |  |
|                | Martine Dame                  | Divers         | 369          | 0,8          |             |             |  |
|                | Christiane Boeuf              | PT             | 229          | 0,5          |             |             |  |
|                | José-Louis Montout            | Divers droite  | 145          | 0,31         |             |             |  |
|                |                               |                |              |              |             |             |  |
| Inscrits       | Inscrits                      | Inscrits       | 76 660       | 100,00       | 76 654      | 100,00      |  |
| Abstentions    | Abstentions                   | Abstentions    | 29 845       | 38,93        | 29 575      | 38,58       |  |
| Votants        | Votants                       | Votants        | 46 815       | 61,07        | 47 079      | 61,42       |  |
| Blancs et nuls | Blancs et nuls                | Blancs et nuls | 763          | 1,63         | 1 334       | 2,83        |  |
| Exprimés       | Exprimés                      | Exprimés       | 46 052       | 98,37        | 45 745      | 97,17       |  |

### Élections de 2012
| Candidat       | Candidat                    | Parti              | Premier tour | Premier tour | Second tour | Second tour |  |
| Candidat       | Candidat                    | Parti              | Voix         | %            | Voix        | %           |  |
| -------------- | --------------------------- | ------------------ | ------------ | ------------ | ----------- | ----------- |  |
|                | Christine Pirès-Beaune élue | PS                 | 20 299       | 38,77        | 30 454      | 59,52       |  |
|                | Lionel Muller               | UMP                | 13 817       | 26,39        | 20 711      | 40,48       |  |
|                | Pascal Estier               | FG (Divers gauche) | 7 401        | 14,14        |             |             |  |
|                | Gérald Perignon             | RBM (FN)           | 5 827        | 11,13        |             |             |  |
|                | Anne-Marie Regnoux          | CpF (MoDem)        | 1 588        | 3,03         |             |             |  |
|                | Agnès Mollon                | EÉLV               | 1 384        | 2,64         |             |             |  |
|                | Gisèle Dupré                | NC                 | 1 135        | 2,17         |             |             |  |
|                | Dominique Leclair           | LO                 | 349          | 0,67         |             |             |  |
|                | Jacques Montel              | AÉI                | 301          | 0,57         |             |             |  |
|                | Marie-Françoise Joët        | MÉI                | 254          | 0,49         |             |             |  |
|                | Audrey Pierrot              | Divers             | 1            | 0,00         |             |             |  |
|                |                             |                    |              |              |             |             |  |
| Inscrits       | Inscrits                    | Inscrits           | 85 929       | 100,00       | 86 222      | 100,00      |  |
| Abstentions    | Abstentions                 | Abstentions        | 32 587       | 37,92        | 33 229      | 38,54       |  |
| Votants        | Votants                     | Votants            | 53 342       | 62,08        | 52 993      | 61,46       |  |
| Blancs et nuls | Blancs et nuls              | Blancs et nuls     | 986          | 1,85         | 1 828       | 3,45        |  |
| Exprimés       | Exprimés                    | Exprimés           | 52 356       | 98,15        | 51 165      | 96,55       |  |

### Élections de 2017
|                                                                             | |                           |                           |                          |                          |
|                                                                             | | Premier tour 11 juin 2017 | Premier tour 11 juin 2017 | Second tour 18 juin 2017 | Second tour 18 juin 2017 |
|                                                                             | |                           |                           |                          |                          |
|                                                                             | | Nombre                    | % des inscrits            | Nombre                   | % des inscrits           |
| Inscrits                                                                    | Inscrits | 87 880                    | 100,00                    | 87 873                   | 100,00                   |
| Abstentions                                                                 | Abstentions | 40 750                    | 46,37                     | 44 391                   | 50,52                    |
| Votants                                                                     | Votants | 47 130                    | 53,63                     | 43 482                   | 49,48                    |
|                                                                             | |                           | % des votants             |                          | % des votants            |
| Bulletins blancs                                                            | Bulletins blancs                                                                                                 | 754                       | 1,60                      | 2 437                    | 5,60                     |
| Bulletins nuls                                                              | Bulletins nuls                                                                                                   | 406                       | 0,86                      | 1 594                    | 3,67                     |
| Suffrages exprimés                                                          | Suffrages exprimés                                                                                               | 45 970                    | 97,54                     | 39 451                   | 90,73                    |
|                                                                             | |                           |                           |                          |                          |
| Candidat Étiquette politique (partis et alliances)                          | Candidat Étiquette politique (partis et alliances)                                                               | Voix                      | % des exprimés            | Voix                     | % des exprimés           |
|                                                                             | |                           |                           |                          |                          |
|                                                                             | Mohand Hamoumou La République en marche                                                                          | 13 731                    | 29,87                     | 14 515                   | 36,79                    |
|                                                                             | Christine Pirès-Beaune (députée sortante) Parti socialiste (Europe Écologie Les Verts - Parti radical de gauche) | 12 536                    | 27,27                     | 24 936                   | 63,21                    |
|                                                                             | Pascal Estier La France insoumise                                                                                | 7 225                     | 15,72                     |                          |                          |
|                                                                             | Stéphanie Flori-Dutour Les Républicains                                                                          | 5 827                     | 12,68                     |                          |                          |
|                                                                             | Stanislas Chavelet Front national                                                                                | 4 850                     | 10,55                     |                          |                          |
|                                                                             | Doris Valour Debout la France                                                                                    | 683                       | 1,49                      |                          |                          |
|                                                                             | Franck Truchon Lutte ouvrière                                                                                    | 461                       | 1,00                      |                          |                          |
|                                                                             | Christine Bourdier-Buisson Divers gauche (Nouvelle Donne)                                                        | 381                       | 0,83                      |                          |                          |
|                                                                             | Henri Knauf Divers (Union populaire républicaine)                                                                | 276                       | 0,60                      |                          |                          |
| Source : Ministère de l'Intérieur - Deuxième circonscription du Puy-de-Dôme | |                           |                           |                          |                          |

### Élections de 2022
| Résultats des élections législatives des 12 et 19 juin 2022 de la 2e circonscription du Puy-de-Dôme |                          |                          |              |              |             |             |
| Candidat                                                                                            | Candidat                 | Parti et coalition       | Premier tour | Premier tour | Second tour | Second tour |
| Candidat                                                                                            | Candidat                 | Parti et coalition       | Voix         | %            | Voix        | %           |
| | Christine Pirès-Beaune   | PS (NUPES)               | 20 055       | 41,84        | 26 613      | 63,84       |
| | Karina Monnet            | LREM-TdP (ENS)           | 9 017        | 18,81        | 15 077      | 36,16       |
| | Isabelle Dupré           | RN                       | 7 862        | 16,40        |             |             |
| | Sylvain Durin            | LR (UDC)                 | 7 332        | 15,30        |             |             |
| | Aurélien Chabrier        | REC                      | 1 172        | 2,45         |             |             |
| | Marie-Paule Lacombe      | LMR                      | 667          | 1,39         |             |             |
| | Franck Truchon           | LO                       | 667          | 1,39         |             |             |
| | Nicole Frezouls-Le Pont  | PA                       | 634          | 1,32         |             |             |
| | Jean-Pierre Félix        | DLF (UPF)                | 486          | 1,01         |             |             |
| | Kenny Berthon            | PP                       | 41           | 0,09         |             |             |
| Votes valides                                                                                       | Votes valides            | Votes valides            | 47 933       | 97,82        | 41 690      | 91,66       |
| Votes blancs                                                                                        | Votes blancs             | Votes blancs             | 750          | 1,53         | 2 392       | 5,26        |
| Votes nuls                                                                                          | Votes nuls               | Votes nuls               | 317          | 0,65         | 1 401       | 3,08        |
| Total                                                                                               | Total                    | Total                    | 49 000       | 100          | 45 483      | 100         |
| Abstention                                                                                          | Abstention               | Abstention               | 41 065       | 45,59        | 44 608      | 49,51       |
| Inscrits / participation                                                                            | Inscrits / participation | Inscrits / participation | 90 065       | 54,41        | 90 091      | 50,49       |

### Élections de 2024
Députée sortante : Christine Pirès-Beaune (Parti socialiste).
| Candidat                 | Candidat                 | Parti et coalition       | Nuance                   | Premier tour | Premier tour | Second tour | Second tour |
| Candidat                 | Candidat                 | Parti et coalition       | Nuance                   | Voix         | %            | Voix        | %           |
| ------------------------ | ------------------------ | ------------------------ | ------------------------ | ------------ | ------------ | ----------- | ----------- |
|                          | Christine Pirès-Beaune   | PS (NFP)                 | UG                       | 23 175       | 36,20        |             |             |
|                          | Isabelle Dupré           | RN                       | RN                       | 21 986       | 34,34        |             |             |
|                          | Sarah Chauvin            | LR                       | LR                       | 9 044        | 14,13        |             |             |
|                          | Jean-Paul Lebrec         | RE (ENS)                 | ENS                      | 8 203        | 12,81        |             |             |
|                          | Franck Truchon           | LO                       | EXG                      | 969          | 1,51         |             |             |
|                          | Marion Godu              | REC                      | REC                      | 640          | 1,00         |             |             |
|                          |                          |                          |                          |              |              |             |             |
| Suffrages exprimés       | Suffrages exprimés       | Suffrages exprimés       | Suffrages exprimés       | 64 017       | 97,26        |             |             |
| Votes blancs             | Votes blancs             | Votes blancs             | Votes blancs             | 1 176        | 1,79         |             |             |
| Votes nuls               | Votes nuls               | Votes nuls               | Votes nuls               | 628          | 0,95         |             |             |
| Total                    | Total                    | Total                    | Total                    | 65 821       | 100          |             | 100         |
| Abstention               | Abstention               | Abstention               | Abstention               | 24 462       | 27,09        |             |             |
| Inscrits / participation | Inscrits / participation | Inscrits / participation | Inscrits / participation | 90 283       | 72,91        |             |             |

#### Département du Puy-de-Dôme
- La fiche de l'INSEE de cette circonscription : « Tableaux et Analyses de la deuxième circonscription du Puy-de-Dôme », sur insee.fr, site de l'Institut national de la statistique et des études économiques (consulté le 10 juin 2007) [PDF]

- « Tous les députés du département du Puy-de-Dôme depuis 1789 », sur assemblee-nationale.fr, site de l'Assemblée nationale française (consulté le 10 juin 2007)

- « Informations contentieuses sur le département du Puy-de-Dôme (Élections législatives de 2002) »(Archive.org • Wikiwix • Archive.is • Google • Que faire ?), sur conseil-constitutionnel.fr, site du Conseil constitutionnel (consulté le 13 juin 2007)

#### Circonscriptions en France
- « Puy-de-Dôme : Carte des circonscriptions », sur Site officiel de l'Assemblée Nationale., 2022 (consulté le 4 mai 2022)

- « Résultats électoraux officiels en France »(Archive.org • Wikiwix • Archive.is • Google • Que faire ?), sur interieur.gouv.fr, site du ministère de l'Intérieur (France) (consulté le 13 juin 2007)

- Description et Atlas des circonscriptions électorales de France sur http://www.atlaspol.com, Atlaspol, site de cartographie géopolitique, consulté le 13 juin 2007.